# Фэган, Крэйг
Крэйг Энтони Фэган (англ. Craig Anthony Fagan; 11 декабря 1982, Бирмингем) — английский футболист, нападающий и тренер.

## Карьера
Крэйг Фэган, уроженец Бирмингема, начал свою карьеру в 9-летнем возрасте в клубе «Бирмингем Сити», когда руководство клуба приняло решение закрыть молодёжные команды, Фэган был направлен в клуб «Вест Бромвич Альбион», но с возобновлением деятельности юношеского отделения «Бирмингема» он вернулся в родной город. Помимо обучения в академии Сити, Фэган посещал среднюю школу Бромсгрове, что в Вустершире, где Фэган родился. Позже Фэган дебютировал в основе «Бирмингема», но завоевать место в составе не смог и был направлен на правах аренды в клуб «Бристоль Сити», а затем, по окончании контракта с «Бирмингемом», Фэган на правах свободного агента ушёл в клуб «Колчестер Юнайтед», в котором до этого отыграл целый сезон.
28 февраля 2005 года Фэган за 125 тысяч фунтов переходит в клуб «Халл Сити», а через 5 дней дебютирует в команде в матче с «Транмир Роверс». Первоначальная позиция Фэгана в команде была справа в полузащите, однако вскоре, вместе со сменой схемы с 4-4-2 на 4-3-3, он был переведён в нападение, играя правого вингера. Блестящая игра Фэгана в «Халл Сити» привлекла к нему внимание других клубов, и 6 января 2007 года Фэган проведя свой последний матч за клуб в кубке Англии против «Мидлсбро», через 3 дня был куплен «Дерби Каунти» за 750 тысяч фунтов (плюс 250 тысяч фунтов, которые будут выплачены «Дерби» «Халлу», в случае удачной игры Фэгана за клуб). Уже 13 января Фэган дебютировал в составе «Каунти» против «Шеффилд Уэнсдей», любопытно, что ещё 12 дней назад он играл против того же самого клуба в составе «Халл Сити»). В «Дерби» Фэгана вновь перевели на край полузащиты, но там не показывает былого уровня игры и постепенно выводится из состава клуба, а с приходом в «Дерби» нового тренера, Фэган 7 марта 2008 года возвращается в «Халл Сити» на правах аренды.
17 июня 2008 года было объявлено, что Фэган вновь подписывает контракт с «Сити», будучи купленным за те же 750 тысяч фунтов. 13 сентября 2008 года в только недавно начавшемся чемпионате Англии, в матче с «Ньюкасл Юнайтед», Фэган серьёзно травмирует голень, только 26 декабря 2008 года футболист вернулся в строй и забил гол в ворота «Манчестер Сити», который, однако, не принёс клубу даже ничью.